# Schnellstraße Herceg Novi–Ulcinj
Die vierspurige Schnellstraße Herceg Novi–Ulcinj (montenegrinisch Brza saobraćajnica Herceg Novi–Ulcinj) ist eine geplante Schnellstraße in Montenegro. Sie soll von der kroatischen Grenze bei Debeli Brijeg (nahe Herceg Novi) entlang der Adria bis zur albanischen Grenze bei Sukobin (nahe Ulcinj) führen. Mittels der Verige-Brücke soll die lange Fahrt um die Bucht von Kotor vermieden werden. Diese Planung wurde bereits im montenegrinischen Verkehrsentwicklungsplan bis 2020 berücksichtigt.

## Streckenführung
Die Schnellstraße wird bei Debeli Brijeg an die kroatische D8 anschließen und dann an Herceg Novi und Bijela vorbei zur Verige-Brücke führen. Von da führt sie entlang der Adria über Tivat, Budva, Petrovac na moru, Bar und Ulcinj bis zur albanischen Grenze bei Sukobin.